# Øvre Richter Frich
Gjert Øvre Richter Frich (né le 24 mars 1872 – mort le 13 mai 1945) est un journaliste et écrivain norvégien. Il est l'un des écrivains de fiction norvégiens les plus populaires de l'entre-deux-guerres.

## Biographie
Frich naît à Byneset, dans le comté de Sør-Trøndelag. Il est le fils du prêtre David Christopher Frich et d'Emilie Christine Richter.
Frich étudie un temps le droit et la médecine, mais ne complète pas ces études. En 1895, il déménage à Kristiania, puis épouse Olga Marie Hansen en 1897. Le couple a trois enfants.
Frich divorce et épouse l'actrice Ida Ajagela Basilier-Magelssen en 1907.